# Dexiadena
Dexiadena là một chi bướm đêm thuộc họ Noctuidae.